# Лисьє (Леб'яжівський округ)
Ли́сьє (рос. Лисье) — село у складі Леб'яжівського округу Курганської області, Росія.
Населення — 487 осіб (2010, 742 у 2002).